# Snowballen

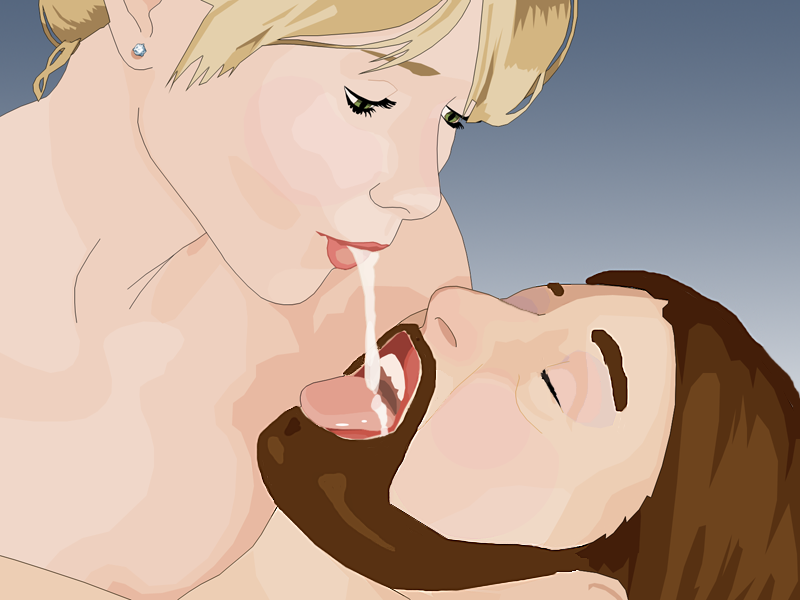
Heteroseksuele snowballing

Snowballen of in het Engels snowballing is een seksuele handeling waarbij sperma van mond tot mond wordt doorgegeven.
Het woord zou in het Nederlands letterlijk vertaald kunnen worden als sneeuwballen gooien. 
Wanneer men sneeuwballen naar elkaar gooit, wordt weleens het spel gespeeld om deze ballen te vangen, terug te gooien of juist naar een ander persoon te gooien. Bij snowballing bedoelt men hier met de “sneeuwbal” de min of meer witte sperma welke een man ejaculeert in de mond van zijn partner na oraal bevredigd te zijn. De partner geeft deze snowball/sperma terug middels een kus, tongzoen of laat dit op enige afstand uit de mond vallen in de mond van de gever. Ook wordt het weleens doorgegeven in de mond van een andere sekspartner, bijvoorbeeld bij een trio of groepsseks.